# CXP (소재)
CXP (Cellulose X-linked Polymer)는 셀룰로스끼리의 자가결합으로 만들어진 열가소성 목재 소재이다. 기존 WPC, MDF등의 합성목재와는 기술적으로 다른 소재이며, 플라스틱 접착성분을 함유하지 않는다. 플라스틱 및 생분해성 플라스틱, 합성 목재를 대체하기 위해 개발되었으며, 기존 열가소성 플라스틱 공정 혹은 맞춤형 공정에서 재료를 성형, 가공할 수 있다.

플라스틱을 대체하기 위해 나온 생분해성 플라스틱은 분해 환경이 제한적이며 제대로 된 분해 환경이 아닐 경우 되려 미세 플라스틱을 양산하는 문제가 있다. 대중적으로 가장 많이 알려진 PLA의 경우 이런 문제점이 인정되어 최근 사용을 금지 당하거나, 친환경 인증의 대상에서 빠지기도 하였다. CXP 소재는 나무 소재로서 재활용 플라스틱과 명확히 구분되어 재활용이 가능하고, 미세 플라스틱 형성 문제에서 자유로우며, 유해한 독성을 포함하지 않고, 분해 시에도 독성 물질을 합성하지 않는다는 점에서 친환경적 가치가 있다.

CXP는 나무를 주성분으로 한다. 목재는 목질부와 수분으로 이루어져 있는데, 목질부를 구성하는 셀룰로오스 고분자의 자가결합과 교차결합을 통해 복잡한 구조의 고분자를 형성한다. 기존의 목재 가공품이나 합성목재의 경우 바인더의 정전기적 결합으로 가공되는데 비해 CXP는 바인더가 없이 공유결합을 하는 특징을 지닌다.
CXP는 단순한 접착이 아니라 하나의 고분자로 결합된다. 공유결합은 정전기적 결합에 비해 굉장히 강력한 결합형태로, 이런 특성을 통해 물성이 약해 기존에 이용되지 않던 우리나라 나무 수종들을 소재로서 활용할 수 있게 되었다.

나무를 기반으로 하는 특징상, 나무가 가지고 있는 기본적인 물성을 지니고 있다. 단, 나무를 건조해 이용하여 함수율이 낮고 가공하는 과정에서 내부에 기공이 거의 없어 내부의 많은 공기로 인해 물에 쉽게 뜨는 나무와 달리 비중이 높아 기본적으로 물에 가라앉는다.
- 친수성 (단, 이는 계면에서만 발생하며 내부로 물이 침투할 공간이 없어 물을 머금지는 못한다)
- 리그닌 포함
- 일반 나무와 똑같이 분해
- 나무 냄새를 똑같이 느낄 수 있음
- 급격한 온도변화에 강함 (-60°C ~ 144°C)
- (기본 등급의 경우) 구부러짐에 약함

CXP 소재의 가장 큰 특성은 나무를 기반으로 하기에 나무의 리그닌을 그대로 포함한다는 점이며, 이로 인하여 CXP 목재로 생산한 제품은 나무 특유의 냄새가 나며 표면의 리그닌이 시간에 따라 사라지며 냄새가 옅어지고 색이 밝아진다.

본 소재가 가지는 의의는 다양한데, 우선 대한민국은 산지의 비중이 굉장히 높으나 목재 자급률이 15.9%밖에 되지 않는 국가이다. 이는 임로의 부족, 고산지형과 같은 지리적인 문제도 있으나 기본적으로 우리나라의 수종 중 많은 비중을 차지하는 리기다소나무, 낙엽송 등의 수종이 임산업을 하기에 적합하지 않기 때문이다. 이로 인해 이용되는 목재의 대부분도 합판보드, 목재칩등 부가가치가 낮은 상품들로 소비된다. CXP 목재는 국내 목재 부산물을 통해 생산함으로서 대한민국 국내 목재 이용량을 늘릴 뿐 아니라 부산물에 높은 부가가치를 지니도록 만들고 있다.

또한 기존의 플라스틱을 대체할 수 있는 목재 소재이기 때문에 플라스틱 사용량을 줄여 지하에서 가지고 온 탄소를 이산화탄소로 배출 (석유화학 유래제품) 하는 것이 아니라 대기중 이산화탄소를 흡수한 나무를 제품으로 이용하고 보관한다는 데서 플라스틱 저감, 탄소 저감의 효과를 동시에 수행할 수 있다.

또한 기존에 목재를 가공하던 방식이 극도로 제한적이었던 것에, 사출 가공이 가능하게 되어 일상에서 접할 수 있는 대부분의 플라스틱 제품을 대체할 수 있게 되었다. (압출의 경우 WPC가 압출가공 가능) 이에 따라 기존에는 깎아서 만들어야 했거나, 나무로 만들지 못했던 다양한 생활소품들이 CXP 목재로 생산되고 있다.
1. 1 2  “산림청 - 산림청소개 > 기관 안내”. 2022년 7월 18일에 확인함.